# Amerila crokeri
Espèce
Amerila crokeri est une espèce de lépidoptères (papillons) de la famille des Erebidae et de la sous-famille des Arctiinae.

## Répartition
Cette espèce vit en Australie et en Nouvelle-Guinée.

## Systématique
Le nom valide complet (avec auteur) de ce taxon est Amerila crokeri MacLeay, 1826.
Amerila crokeri a pour synonymes :
- Amerila bakeri Rothschild, 1914
- Amerila brachyleuca Meyrick, 1886
- Amerila croceri Hampson, 1901
- Amerila crockeri MacLeay, 1826
- Amerila kajana Bryk, 1913
- Amerila novobritannica Rothschild, 1910
- Amerila salomonis Rothschild, 1910